# Elecciones generales de la República Democrática del Congo de 2011
Elecciones presidenciales y parlamentarias se celebraron en la República Democrática del Congo el 28 de noviembre de 2011. En ellas fue reelegido el presidente en ejercicio Joseph Kabila y se determinó la composición de la Asamblea Nacional de la República Democrática del Congo.

## Antecedentes
El gobierno aprobó la ley para abolir la segunda vuelta de las elecciones presidenciales e intentó cambiar el sistema electoral legislativo de representación proporcional a mayoritaria, lo cual fue duramente criticada por la oposición.
Las organizaciones internacionales como las Naciones Unidas y la Unión Europea expresaron su preocupación por la transparencia de las elecciones.

## Resultados

### Presidenciales
La Comisión Electoral Nacional Independiente declaró a Kabila ganador el 9 de diciembre. El resultado fue puesto en tela de juicio por el Centro Carter y el arzobispo de Kinshasa, el cardenal Laurent Monsengwo Pasinya, alegando demasiadas irregularidades para garantizar que los resultados reflejaran la voluntad de la gente. MONUSCO, la misión de mantenimiento de la paz de las Naciones Unidas, también expresó preocupación por los resultados.
Aunque Kabila admitió que se habían cometido algunos errores en el proceso, rechazó las preocupaciones sobre el resultado. El resultado fue confirmado por el Tribunal Supremo de la República Democrática del Congo.
Jerome Kitoko, presidente de la Corte Suprema, proclamó a Kabila como el ganador de las elecciones presidenciales.
| Candidato                         | Partido                                                   | Votos      | %        |
| --------------------------------- | --------------------------------------------------------- | ---------- | -------- |
| Joseph Kabila                     | Partido del Pueblo para la Reconstrucción y la Democracia | 8.880.944  | 48,95 %  |
| Etienne Tshisekedi                | Unión para la Democracia y el Progreso Social             | 5.864.775  | 32,33 %  |
| Vital Kamerhe                     | Unión de la Nación Congoleña                              | 1.403.372  | 7,74 %   |
| Kengo Wa Dondo                    | Unión de las Fuerzas del Cambio                           | 898.362    | 4,95 %   |
| Antipas Mbusa                     | Independiente                                             | 311.787    | 1,72 %   |
| Nzanga Mobutu                     | Unión de los Demócratas Mobutistas                        | 285.273    | 1,57 %   |
| Jean Andeka                       | Alianza de Creyentes Nacionalistas Congoleños             | 128.820    | 0,71 %   |
| Adam Bombolé                      | Independiente                                             | 126.623    | 0,70 %   |
| François Nicéphore Kakese         | Unión para el Renacimiento y el Desarrollo de Congo       | 92.737     | 0,51 %   |
| Josué Alex Mukendi                | Independiente                                             | 78.151     | 0,43 %   |
| Oscar Kashala                     | Unión para la Reconstrucción del Congo                    | 72.260     | 0,40 %   |
| Total (participación del 58,81 %) | Total (participación del 58,81 %)                         | 18.911.572 | 100,00 % |
| Fuente: CENI-RDC                  |                                                           |            |          |

### Parlamentarias

Composición de la Asamblea Nacional

| Partido del Pueblo para la Reconstrucción y la Democracia  | 62  |
| Unión para la Democracia y el Progreso Social              | 41  |
| Partido Popular para la Paz y la Democracia                | 29  |
| Movimiento de Renovación Social                            | 27  |
| Movimiento de Liberación del Congo                         | 22  |
| Partido Lumumbista Unificado                               | 19  |
| Unión para la Nación Congoleña                             | 17  |
| Alianza para la Renovación del Congo                       | 16  |
| Alianza de los Federalistas Democráticos                   | 15  |
| Despertar de la Conciencia para el Trabajo y el Desarrollo | 11  |
| Movimiento por la Integridad del Pueblo                    | 11  |
| MIP                                                        | 10  |
| Partido Demócrata Cristiano                                | 7   |
| Unión para el Desarrollo de las Comoras                    | 7   |
| Agrupación Congoleña para la Democracia                    | 6   |
| Unión Nacional de Federalistas Democráticos                | 6   |
| Unión de Federalistas Nacionalistas del Congo              | 6   |
| Independientes                                             | 16  |
| Otros partidos                                             | 172 |
| Total                                                      | 500 |
| Fuente: CENI-RDC                                           |     |